# Marklyft
Marklyft är en basövning inom styrketräning. Övningen utförs genom att en skivstång lyfts från golvet ("marken"), lyftet fullföljs tills kroppen är helt upprätt. Armarna hålls hela tiden raka, ned mot golvet.
Marklyft aktiverar framför allt tre av kroppens största muskelgrupper, lår-, stuss- och korsryggsmusklerna, men även många mindre muskler.
Enligt vetenskapliga studier kan regelbunden marklyftsträning lindra smärta för människor med mekanisk ländryggssmärta, det vill säga en smärta som kan provoceras eller avlastas genom särskilda aktiviteter, rörelser eller via hållningen.
Marklyft är en relativt svår övning att utöva och kräver därför full kontroll. På engelska heter övningen deadlift.

## Tävlingslyft
Marklyftet är en av de tre grenarna i styrkelyft. Stången ska lyftas från marken till en position där lyftaren "låst ut" knän, höft och rygg vilket innebär att de är helt raka. Lyftaren väljer själv om denne vill placera fötterna innanför eller utanför händernas position på stången ("konventionell marklyft" respektive "sumomarklyft"). Vilka hjälpmedel som är tillåtna i styrkelyft beror på vilket förbund eller federation som arrangerar tävlingen, ofta finns det två varianter: "klassisk" där inga hjälpmedel utöver lyftarbälte och talk (eller motsvarande) är tillåtet och "utrustad" där exempelvis knälindor kan vara tillåtet.
Inom strongman är marklyft en återkommande gren med vissa regelskillnader från styrkelyft. Här får lyftaren använda dragremmar, lyftarbälte och lyftardräkt och får därtill använda sina lår för att jucka upp stången i lyftets slutfas. Däremot är det ej tillåtet att placera fötterna utanför händernas position på stången.
Det officiella världsrekordet i marklyft enligt typiska strongmanregler ligger på 500 kg och hålls av brittiske Eddie Hall. Islänningen Hafthor Björnsson skall ha lyft 501 kg i sitt eget gym men då lyftet inte genomfördes vid en officiell tävling gäller det inte som ett officiellt världsrekord.
Det tyngsta marklyftet som någonsin dragits inom styrkelyft är Benedikt Magnussons 460,4 kg.